# ニホンザリガニ

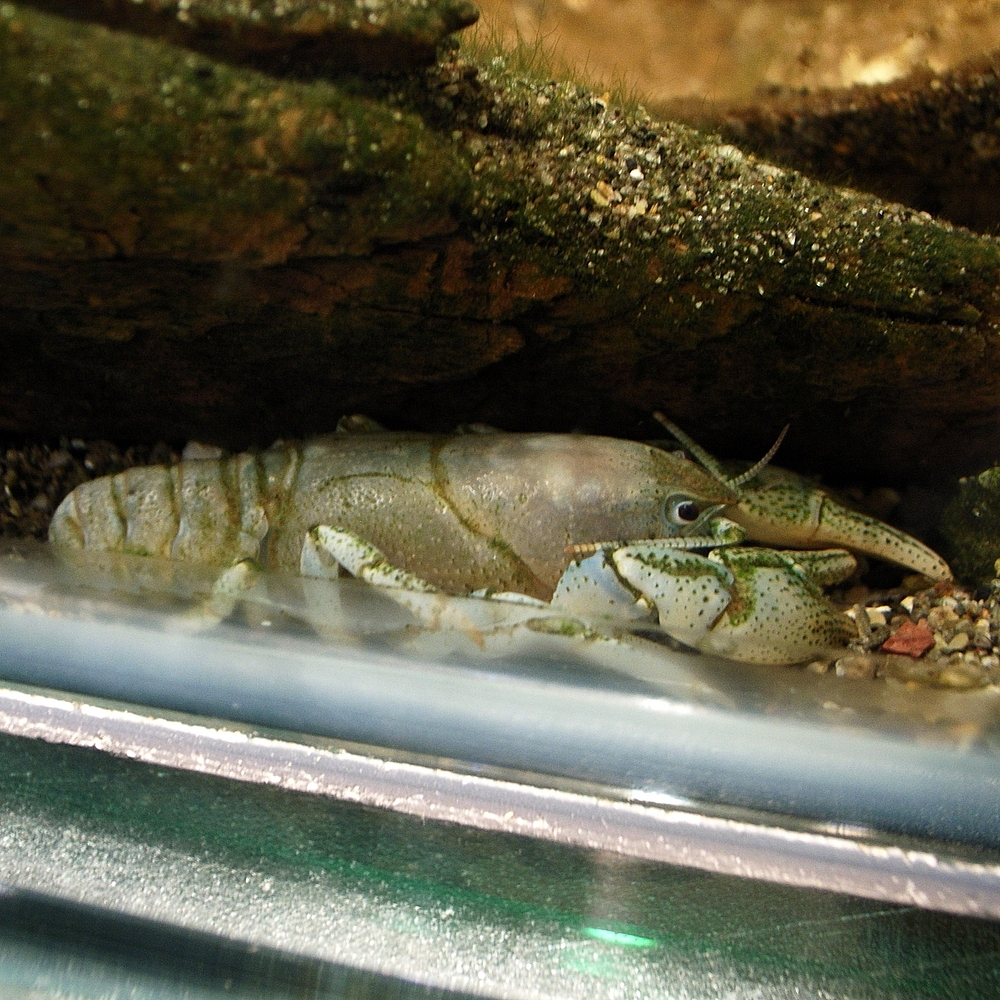
ニホンザリガニ

ニホンザリガニ（日本蝲蛄（蜊蛄・躄蟹）、Cambaroides japonicus）は、十脚目・アジアザリガニ科・アジアザリガニ属に属する、ザリガニの1種である。単にザリガニ、あるいはヤマトザリガニとも呼ぶ。
日本の固有種で、北海道と北東北にのみ棲む。日本に棲む3種のザリガニのうち唯一の在来種であり、秋田県・大館市にある生息地が、国の天然記念物に指定されている。
成体の体長は50 – 60 mmほど、稀に70 mmに達するが、アメリカザリガニよりは小さい。体色は茶褐色で、アメリカザリガニに比べて体や脚が太く、ずんぐりしている。

## 分布
かつては北日本の山地の川に多く分布していたが、現在は北海道、青森県、岩手県及び秋田県の1道3県に少数が分布するのみである。
後述の通り、大正初頭では北海道の支笏湖から一度に4000匹を採取するなどされていたが、十数年後の昭和初頭で既に支笏湖では数を集めるのが難しくなっていた。

### 日光のザリガニ
大正の1915年（大正4年）、京都で行われる予定であった大正天皇の即位儀礼である御大礼に伴う食事会「大饗」の際、『天皇の料理番』で知られる宮中料理人の秋山徳蔵が、フランス料理である「クレーム・デクルヴィッス（ザリガニのクリーム仕立てのポタージュ）」を供することを構想した。だが日本にはヨーロッパザリガニは生息しないため、秋山は北海道のニホンザリガニを使うことを考えた。現在、外来種として知られるアメリカザリガニやウチダザリガニの移入も昭和以降となるため、この時代に日本で採取できるザリガニは、本種以外に無かった。
たまたま旭川の「師団長」（秋山の著書には氏名が明記されていないが、場所・時期からして、第七師団長宇都宮太郎陸軍中将であると思われる）が大饗の監督責任官すなわち秋山の上司である大膳頭福羽逸人の知人であったため、その協力を得て師団の兵士らを動員して、必要数を満たす支笏湖産の4000匹のザリガニを生きたまま確保する事が出来た。 
4000匹のザリガニは8月に日光に運ばれ、日光御用邸付近の大谷川に生簀が作られて飼育された。当時大正天皇が避暑中で同地に滞在しており、秋山らも供奉で御用邸に滞在していたためと、日光の気候および清冽な水環境がニホンザリガニの飼育に適していると判断されたと推測できる。このうち2000匹が10月に京都に運ばれ、11月7日の御大礼の晩餐会にて使用された。詳しくは秋山の項目内の「大正天皇の御大礼とザリガニ騒動」を参照。
北海道庁が発行していた『北海殖民広報』に拠れば、翌年以降も複数回に渡って「日光」に支笏湖産のザリガニが送られており、また大沼産のものが「献上」された記録も残る。また、秋山が「ザリガニのポタージュ」を供したのはこれが初めてではなく、明治末の1910年にドイツ前全権大使をもてなす料理で既に提供されている。このため1910年には料理に使用できる鮮度、すなわち生きた状態で宮中に運ばれていたと推測される。
前出の4000匹の内、2000匹が京都で御大典の際に調理され、残る個体の内1000匹は、天皇が東京へ無事戻った際の晩餐で調理された。さらに残った1000匹が中禅寺湖に放たれた、と記録されている。また上述のように、その後も何度もザリガニが送られているが、その全てが調理されたわけではない、と推測することもできる。御用邸にはその後、調理場付近に「ザリガニ囲い」と呼ばれる施設が作られ、清涼な水が引かれた同施設内でザリガニは養育された。ここから個体が脱走、もしくは成体や卵が流出したことも考えられる。現在でも大谷川水系周辺にはニホンザリガニが生息している。

## 生態
川の上流域や山間の湖沼の、水温20℃以下の冷たくきれいな水に生息し、巣穴の中に潜む。雑食性で、広葉樹の落葉や、小魚や昆虫等の死体を食べる。
繁殖期は春で、メスは直径2 – 3 mmほどの大粒の卵を30 – 60個ほど産卵する。メスは卵を腹肢に抱え、孵化するまで保護する。孵化した子どもはすでに親と同じ形をしており、しばらくはメスの腹肢につかまって過ごすが、やがて親から離れて単独生活を始める。体長4 cmになるまで2 – 3年、繁殖を始めるまでに5年かかるなど、アメリカザリガニに比べて産卵数も少なく、成長も遅い。
脱皮の前には外骨格（体を覆う殻）の炭酸カルシウムを回収し、胃の中に胃石をつくる。脱皮後に胃石は溶けて、新しい外骨格に吸収される。ただ、この胃石に含まれるカルシウム量は元の外骨格の3%に過ぎず、脱皮後の弱い時期にザリガニ自身を守るための様々な栄養素や免疫を集約したものである。

### ヒルミミズ類との関係
ヒルミミズ類はミミズとヒルの中間のような動物群で、ほぼ北半球のザリガニ類の体表のみに生息する小型動物であり、地域やザリガニの種別に異なった種がおり、また同一地域でも複数種がある。ニホンザリガニの場合、この類の13種が知られている。
秋田県・尾去沢の個体群にはウチダザリガニに付くウチダザリガニミミズ Cirrodrilus uchidai (Yamaguchi, 1932) が付着している。このため、同個体群のニホンザリガニは北海道から人為的に移入された可能性が指摘されている。また、栃木県日光市において、前述の経緯により大正期に行われた人為移入の結果と考えられる個体群が確認されており、ヒルミミズを使った判定により、北海道由来の個体群であることが推定された。これにより、北海道の個体群であっても、一定の条件が整えば別地域においても生息できることが判明した。
一方、北海道と本州（尾去沢以外の東北地方の生息地）の個体では、付着するヒルミミズ類の種は異なるものである。そのため、東北の本種が北海道から人為的に持ち込まれたものである、との可能性はほぼ否定することが出来る。

## 系統
伝統的な分類では、ニホンザリガニが属するアジアザリガニ属は、アメリカザリガニ科に含められている。しかし、アメリカザリガニ科が基本的に南北アメリカに産する中で、アジアザリガニ属は例外的にアジア産である。
近年の研究によると、アジアザリガニ属は他のアメリカザリガニ科とは別系統である。アメリカザリガニ科とザリガニ科（ウチダザリガニなど）で、上位分類群のザリガニ上科を構成するが、アジアザリガニ属はそのザリガニ上科の中で最初に分岐したか、あるいはザリガニ科の方により近縁である。

## 利用
20世紀前半までは数多く生息しており、食用や釣り餌などに利用されたが、それほど盛んに利用されたわけではない。後述する薬用材料としてのほうが一般的であった。
上述のように皇室の晩餐会などでは、フランス料理の一メニューとして何度も提供された記録があり、その際の絵なども残っている。1954年（昭和29年）、昭和天皇が戦後の全国行幸の一環で北海道に渡った際、旭川での宿所の晩餐で「大雪山系で採取されたザリガニのスープ」が出されている。
ニホンザリガニの個体数が減少して絶滅危惧種となり、その生息地では天然記念物に指定されているため、それ以降は食用とすることは行われていない。大正天皇の即位の際に採取地とされた支笏湖では、昭和天皇の即位の際にもニホンザリガニの提供依頼があったが、そのころにはすでに「数が集められない」と断っている。そもそもフランス料理の「ザリガニのポタージュ」などには、ヨーロッパザリガニを使うのが正統であり、宮中晩餐会で出されていた利用法も「代用品」でしかなかった。そのほかの料理としてもアメリカザリガニやウチダザリガニのほうが世界各国で利用され、料理レシピなども充実しており、なにより食味やその大きさ的にも、ニホンザリガニをあえて食べる必要性は低かった。
なお、ニホンザリガニは他のザリガニと同様にしてモクズガニなどと同じく、肺臓ジストマの一種であるベルツ肺吸虫 Paragonimus pulmonalis (Baelz, 1880) の中間宿主でもある。
かつては、胃石（「蜊蛄石」または「オクリカンキリ」）が眼病や肺病などの民間療法の薬として使われていた。この胃石は吸収しやすい形の非結晶ACC (Amorphous Calcium Carbonate) であり、カルシウムが含まれているほか、様々な栄養素や免疫成分が凝縮されており、薬効があるためである。

## 保全状態評価
絶滅危惧II類 (VU)（環境省レッドリスト）
河川環境の悪化や乱獲などが重なって、20世紀初頭以降急速に数を減らした。
国際自然保護連合の評価は「データ不足 (DD)」である。

### 天然記念物の指定
秋田県大館市の桜町南と池内道下にあるニホンザリガニ生息地は、日本における生息地（自然分布）の南限であり、その保存を図る必要があるとされ、1934年（昭和9年）に、「ザリガニ生息地」として国の天然記念物に指定された（ざりがにハ、学術上著名ナル動物ニシテ、其ノ本州北部二産スルハ、動物地理学上興味アル事実ナリ。本生息地ハ、本種分布ノ南限ニ当タル）。
ところが、天然記念物指定地の周辺は、昭和40年代に急速に宅地化が進展して、ニホンザリガニの生息に適さなくなっていった。2002 – 2003年の調査では、指定地内の1か所のみで生息が確認され、その後も目撃情報はあったものの、2012年の調査では指定地内での生息は確認されなかった。ただし、同年の調査では、市内の指定地以外の3か所でニホンザリガニの生息が確認され、他の1か所でも有力な目撃情報が得られている。

### 国内希少野生動植物種の指定
2022年12月20日、政府はニホンザリガニなど15種について、捕獲や採集、売買などを原則禁じる国内希少野生動植物種に指定する政令改正案を閣議決定し、同年12月23日に公布された。二ホンザリガニなど9種類については、研究や趣味など商業目的以外の捕獲・採集は認める「特定第2種国内希少野生動植物種」となる。改正政令は2023年1月11日に施行され、売買などした場合、個人では5年以下の懲役や500万円以下の罰金、法人では1億円以下の罰金が科される。